# Ghost Rider (jogo eletrônico)
Ghost Rider é um jogo de videogame baseado no filme de mesmo nome. O enredo do jogo é uma sequência do filme, e foi escrito pelos roteiristas da Marvel Garth Ennis e Jimmy Palmiotti. Os jogadores podem jogar com o Motoqueiro Fantasma, a pé, ou na Hellcycle. Os vilões presentes são os do filme e quadrinhos. Tais são os vilões Espantalho, Lilith, Blacaute, Vingança, Coração Negro e Mefisto para GBA.

## Sinopse
Mefisto traz o Motoqueiro Fantasma para o inferno. Depois de lutar através do seu caminho contra hordas de demônios, Johnny Blaze é intimado a parar um grupo de forças demoníacas escapar do inferno com a intenção de ressuscitar o Coração Negro. Mefisto envia Vingança para sequestrar Roxanne Simpson, para forçar Johnny a cooperar. Como Motoqueiro Fantasma, ele persegue, e derrota Vingança, e depois retorna à Terra. Seu próximo destino é a cidade fantasma de San Venganza, onde ele luta contra demônios e motociclistas possuído e alcança Lilith, a quem ele luta em cima de um trem.
Motoqueiro Fantasma, em seguida, reúne-se com o Carter Slade e Blade. Motoqueiro Fantasma vai para uma instalação de governo que tem sido alvo do Coração Negro. No interior, o Motoqueiro Fantasma é emboscado por ninjas empregado por Deathwatch bem como monstros à base de água. Ele, então, encontra Blacaute sobre um rio, o persegue e o derrota. Antes de ser morto, Blacaute informa o Motoqueiro Fantasma que os demônios estão na cidade próxima e sequestraram Roxanne. Enquanto isso, Blade não consegue parar os demônios de desaparecer com o corpo do Coração Negro.
Motoqueiro Fantasma chega à cidade, batalhas de hordas de inimigos e atinge a igreja onde Espantalho detém Roxanne em cativeiro. Ele a liberta e derrota o Espantalho, exigindo saber onde o Coração Negro está. Espantalho direciona-lo para o agora abandonados Quentin Carnival, onde Ghost Rider batalhas mais demônios e palhaços assassinos.
Motoqueiro Fantasma, em seguida, encontra-se confrontando com Mefistófeles, que acaba por tê-lo levado a uma caçada selvagem. Sua Hell Cycle desbravou um glifo na Terra que o diabo pode usar para se livrar do inferno e apressar o Apocalipse. Porém, Mefisto é usurpada, no último momento pelo Coração Negro. Coração Negro, em seguida, se torna uma criatura gigante, monstruosa (mais parecido com sua aparência de histórias em quadrinhos) que combate o Motoqueiro Fantasma e finalmente é derrotado por ele. O jogo termina então com Johnny reunindo-se com Roxanne.

## Jogabilidade
O jogo apresenta um sistema semelhante ao de God of War, mesmo tendo alguns dos mesmos controles e estilo de ataques. Combos são feitas com as mãos e com a cadeia de Demonic. A definição geral de humor e estilo visual são muito idênticos aos da primeira parcela de Devil May Cry. Quando na Hellcycle, Ghost Rider ainda é capaz de executar muitos dos ataques mesma cadeia, e pode disparar fogo do inferno.
O Game Boy Advance versão tem alguns elementos de Road Rash e Castlevania.

## Personagens Alternativos
Depois de vencer o jogo em certos níveis de dificuldade, skins de personagens bônus pode ser destravada. Eles incluem clássico Ghost Rider, Motoqueiro Fantasma 2099, Vingança, e Blade, o caçador de vampiros.

## Jogabilidade de Blade
Se o jogador optar por iniciar o jogo novamente, como Blade, ficam ligeiramente modificada do jogo. Blade só tem a sua Daywalker Espada de uma arma, ele não tem a espingarda ou elo da cadeia-ataques do Ghost Rider. Combo ataques são muito mais limitadas. Ele também não recupera a saúde, absorvendo as chamas do fogo ocasional tambores escalonados ao longo dos níveis do jogo. Em vez disso, Blade pode sugar a força vital de qualquer inimigo ferido que não é um chefe (prontidão é indicada por um círculo acima de suas cabeças). No entanto, durante as seções de corridas de motos, o veículo ainda pode atirar Firebolts, e ele pode usar sua espada para o combate corpo a corpo.

## Recepção
Motoqueiro Fantasma tem, em geral recebeu críticas medíocres, com uma média de 54% na Game Rankings e uma média de 51% no Metacritic. Official PlayStation 2 Magazine do Reino Unido deu ao jogo uma classificação 10/07, X-play deu-lhe um 05/02.